# Etosuccimide
L'etosuccimide è un farmaco antiepilettico facente parte della classe delle succinimidi.

## Farmacocinetica
L'etosuccimide è ben assorbito dopo dispensazione orale, con massima concentrazione plasmatica raggiunta dopo 3 ore dall'assunzione. Il legame alle proteine plasmatiche è basso e le concentrazioni liquoriali raggiungono quelle plasmatiche dopo pochi giorni dalla inizio della terapia. L'emivita, di circa 30 ore nel bambino, raggiunge 40-50 ore nell'adulto; l'escrezione è prevalentemente renale (attenzione dunque all'utilizzo in pazienti nefropatici), con eliminazione di farmaco immodificato (25%) e del suo derivato idrossietilico (40% circa).

## Farmacodinamica
L'etosuccimide agisce soprattutto a livello del sistema nervoso centrale, interferendo con le correnti del calcio a livello dei neuroni talamici. Questo effetto spiega la spiccata azione sulle assenze tipiche, essendo il talamo il principale responsabile della genesi dei complessi punta-onda a 3 cicli per secondo (3 Hz) osservabili nel tracciato elettroencefalografico durante le crisi di assenza.

## Utilizzo clinico
L'etosuccimide è il farmaco di elezione per il trattamento delle crisi d'assenza, per i minori effetti collaterali rispetto all'acido valproico. Quest'ultimo deve però essere utilizzato qualora alle crisi di assenza si associno crisi tonico-clonico.

## Effetti avversi
I più frequente effetti, dose dipendenti, sono: nausea, vomito, diarrea, letargia, vertigini, cefalea e singhiozzo. Effetti comportamentale come ansia ed agitazione psicomotoria sono rari, benché possano manifestarsi con maggiore frequenza nei soggetti con precedente disturbi psichiatrici. Effetti non dose dipendenti, rari sono orticaria, sindrome di Stevens-Johnson, mielotossicita, nefrotossicità ed epatotossicità.

## Stereochimica
L'etosuccimide è una droga chirale, recante uno stereocentro. Terapeuticamente si adopera il racemo, la miscela 1:1 di isomeri S e R.
| Enantiomeri di ethosuccimide | Enantiomeri di ethosuccimide |
| ---------------------------- | ---------------------------- |
| CAS: 39122-20-8              | CAS: 39122-19-5              |